# バカガラス
バカガラスは、宮崎駿による日本の漫画およびアニメーション映画『風の谷のナウシカ』に登場する架空の軍用機。作品世界では「ふね」と呼ばれる。
呼称は大日本帝国海軍の陸上攻撃機深山 (航空機)の通称『馬鹿烏』に由来するが、デザインはドイツ空軍 (国防軍)のMe 323 (航空機)（愛称ギガント）に由来する。
外観や運用形態は現代における輸送機だが、産業文明が崩壊衰退している作品世界では『戦列艦』と呼ばれる、トルメキア軍の主力艦。

## 概要
映画の劇場パンフレットによれば、全長100 mを超え多数の砲座を備える。建造から100年経ち補修や改修を繰り返したため、機体によって細部が異なっている。
非常に分厚く、また鳥の翼のような平面形の主翼が特徴的。主翼下に推進用の噴気孔が収められた突出部がいくつかあり、噴気孔は片側合計5個、左右合わせて10個。最も内側の突出部と胴体の間に水平の小翼が3枚、縦に並んでいる。胴体も大きいが短く、前後とも主翼よりやや突出する程度でしかない。前上方にコックピット、前下方に観音開きの扉、後端にややハの字に開いた垂直尾翼がある。胴体下には車輪が7対あり、艦内には騎馬用のトリウマを収容するスペースも存在する。
作中ではトルメキア軍の主力として多数が運用されるさまが描かれるものの、アスベルの乗るガンシップに続けざまに撃墜される、土鬼軍の仕向けた王蟲の群れに成す術なく全滅する、などいわゆる「やられ役」として描かれている。その後も羽蟲の群れや墓所による「天の火」で多くが失われた。
映画では暗いグレーに主翼端は黄色という塗色で登場。自走砲や装甲兵、巨神兵復活用のプラント資材を積載して風の谷に飛来した。その後ペジテに向かう途中でアスベルの奇襲を受け、装甲コルベットを除いて全滅した。